# U-201
O Unterseeboot 201 foi um submarino alemão que serviu na Kriegsmarine durante a Segunda Guerra Mundial. O submarino foi afundado no dia 17 de Fevereiro de 1943 por cargas de profundidade do HMS Viscount. Nenhum tripulante do submarino sobreviveu ao ataque.

## Comandantes
| Comandante               | Data                                           |
| ------------------------ | ---------------------------------------------- |
| Kptlt. Adalbert Schnee   | 25 de Janeiro de 1941 - 24 de Agosto de 1942   |
| Kptlt. Günther Rosenberg | 25 de Agosto de 1942 - 17 de Fevereiro de 1943 |

## Subordinação
Durante o seu tempo de serviço, esteve subordinado às seguintes flotilhas:
| Período                                      | Flotilha                                  |
| -------------------------------------------- | ----------------------------------------- |
| 25 de janeiro de 1941 - 1 de abril de 1941   | 1. Unterseebootsflottille (treinamento)   |
| 1 de abril de 1941 - 17 de fevereiro de 1943 | 1. Unterseebootsflottille (serviço ativo) |

### Patrulhas
|       | Comandante               | Partida     | Partida | Chegada     | Chegada  | Dias     | Toneladas   |
| ----- | ------------------------ | ----------- | ------- | ----------- | -------- | -------- | ----------- |
| 1     | Oblt. Adalbert Schnee    | 22 Abr 1941 | Kiel    | 18 Mai 1941 | Lorient  | 27       | 19 961      |
| 2     | Oblt. Adalbert Schnee    | 8 Jun 1941  | Lorient | 19 Jul 1941 | Brest    | 42       |             |
| 3     | Oblt. Adalbert Schnee    | 14 Ago 1941 | Brest   | 25 Ago 1941 | Brest    | 12       | 7 825       |
| 4     | Oblt. Adalbert Schnee    | 14 Set 1941 | Brest   | 30 Set 1941 | Brest    | 17       | 15 193      |
| 5     | Oblt. Adalbert Schnee    | 29 Out 1941 | Brest   | 9 Dez 1941  | Brest    | 42       |             |
| 6     | Kptlt. Adalbert Schnee   | 24 Mar 1942 | Brest   | 21 Mai 1942 | Brest    | 59       | 22 730      |
| 7     | Kptlt. Adalbert Schnee   | 27 Jun 1942 | Brest   | 8 Ago 1942  | Brest    | 43       | 41 036      |
| 8     | Kptlt. Günther Rosenberg | 6 Set 1942  | Brest   | 26 Out 1942 | Brest    | 51       | 15,696      |
|       | Kptlt. Günther Rosenberg | 27 Dez 1942 | Brest   | 29 Dez 1942 | Brest    | 3        |             |
| 9     | Kptlt. Günther Rosenberg | 3 Jan 1943  | Brest   | 17 Fev 1943 | Afundado | 46 s     |             |
| Total | Total                    | Total       | Total   | Total       | Total    | 339 dias | 122 441 ton |

### Navios afundados e danificados
| Data        | Comandante        | Nome da Embarcação         | Toneladas | Nacionalidade   |        |
| ----------- | ----------------- | -------------------------- | --------- | --------------- | ------ |
| 2 Mai 1941  | Adalbert Schnee   | Capulet                    | 8 190     | britânico       | HX-121 |
| 9 Mai 1941  | Adalbert Schnee   | Empire Cloud (danificado.) | 5 969     | britânico       | OB-318 |
| 9 Mai 1941  | Adalbert Schnee   | Gregalia                   | 5 802     | britânico       | OB-318 |
| 19 Ago 1941 | Adalbert Schnee   | Aguila                     | 3 255     | britânico       | OG-71  |
| 19 Ago 1941 | Adalbert Schnee   | Ciscar                     | 1 809     | britânico       | OG-71  |
| 23 Ago 1941 | Adalbert Schnee   | Aldergrove                 | 1 974     | britânico       | OG-71  |
| 23 Ago 1941 | Adalbert Schnee   | Stork                      | 787       | britânico       | OG-71  |
| 21 Set 1941 | Adalbert Schnee   | Lissa                      | 1 511     | britânico       | OG-74  |
| 21 Set 1941 | Adalbert Schnee   | Rhineland                  | 1 381     | britânico       | OG-74  |
| 21 Set 1941 | Adalbert Schnee   | Runa                       | 1 575     | britânico       | OG-74  |
| 27 Set 1941 | Adalbert Schnee   | HMS Springbank             | 5 155     | britânico       | HG-73  |
| 27 Set 1941 | Adalbert Schnee   | Margareta                  | 3 103     | britânico       | HG-73  |
| 27 Set 1941 | Adalbert Schnee   | Siremalm                   | 2 468     | norueguês       | HG-73  |
| 18 Abr 1942 | Adalbert Schnee   | Victoria (danificado)      | 7,417     | argentino       |        |
| 21 Abr 1942 | Adalbert Schnee   | Bris                       | 2 027     | norueguês       |        |
| 22 Abr 1942 | Adalbert Schnee   | Derryheen                  | 7 217     | britânico       |        |
| 22 Abr 1942 | Adalbert Schnee   | San Jacinto                | 6,069     | norte-americano |        |
| 6 Jul 1942  | Adalbert Schnee   | Avila Star                 | 14 443    | britânico       |        |
| 12 Jul 1942 | Adalbert Schnee   | Cortona                    | 7 093     | britânico       | OS-33  |
| 12 Jul 1942 | Adalbert Schnee   | Siris                      | 5 242     | britânico       | OS-33  |
| 13 Jul 1942 | Adalbert Schnee   | Sithonia                   | 6 723     | britânico       | OS-33  |
| 15 Jul 1942 | Adalbert Schnee   | British Yeoman             | 6 990     | britânico       |        |
| 25 Jul 1942 | Adalbert Schnee   | [[HMS Laertes (T-137)]]    | 545       | britânico       |        |
| 2 Out 1942  | Günther Rosenberg | Alcoa Transport            | 2 084     | norte-americano |        |
| 8 Out 1942  | Günther Rosenberg | John Carter Rose           | 7 191     | norte-americano |        |
| 9 Out 1942  | Günther Rosenberg | Flensburg                  | 6 421     | holandês        |        |
| Total       | Total             | Total                      | 122 441   |                 |        |

## Operações conjuntas de ataque
O U-201 participou das seguinte operações de ataque combinado durante a sua carreira:
- Rudeltaktik West (8 de maio de 1941 - 13 de maio de 1941)
- Rudeltaktik Kurfürst (16 de junho de 1941 - 20 de junho de 1941)
- Rudeltaktik Störtebecker (5 de novembro de 1941 - 19 de novembro de 1941)
- Rudeltaktik Gödecke (19 de novembro de 1941 - 25 de novembro de 1941)
- Rudeltaktik Letzte Ritter (25 de novembro de 1941 - 4 de dezembro de 1941)
- Rudeltaktik Hai (3 de julho de 1942 - 20 de julho de 1942)
- Rudeltaktik Falke (8 de janeiro de 1943 - 19 de janeiro de 1943)
- Rudeltaktik Haudegen (19 de janeiro de 1943 - 15 de fevereiro de 1943)